# Чед Кінч
Чедвік Олівер «Чед» Кінч (англ. Chadwick Oliver "Chad" Kinch, 22 травня 1958, Перт-Амбой, Нью-Джерсі — 3 квітня 1994, Картерет, Нью-Джерсі) — американський професіональний баскетболіст, що грав на позиціях атакувального захисника і розігруючого захисника за декілька команд НБА.

## Ігрова кар'єра
На університетському рівні грав за команду Шарлотт (1976–1980). 
1980 року був обраний у першому раунді драфту НБА під загальним 22-м номером командою «Клівленд Кавальєрс». Захищав кольори команди з Клівленда протягом половини сезону.
Другою і останньою ж командою в кар'єрі гравця стала «Даллас Маверікс», до складу якої він приєднався в лютому 1981 року в обмін на Джоффа Гастона. Відіграв за «Маверікс» решту сезону.
Помер 1994 року через ускладнення пов'язані зі СНІДом.